# 奧切爾特里 (堪薩斯州)
奧切爾特里（英語：Ocheltree）是位於美國堪薩斯州約翰遜縣的一個非建制地區。該地的面積和人口皆未知。

## 地理
奧切爾特里所處的海拔為高於海平面331米（即1086英呎），而該地所採用的時區為UTC-6，即北美中部時區（CST）。同時該地設有夏令時間，為UTC-6調快一小時，即UTC-5（CDT）。